# Luci ed Ombre
Luci ed Ombre è stata una rivista italiana di fotografia fondata a Torino nel 1923 e pubblicata fino al 1934. 

## Storia

### Origini e caratteristiche
Luci ed Ombre viene pubblicato per la prima volta a Torino nel 1923, con il sottotitolo Annuario della fotografia artistica italiana, edito per iniziativa de Il Corriere Fotografico, una delle più importanti riviste nazionali specializzate di fotografia, diretta da Stefano Bricarelli, insieme a Carlo Baravalle e Achille Bologna. L'annuario si colloca in un contesto editoriale caratterizzato dalla presenza di ulteriori riviste di settore, come Progresso Fotografico di Milano, che dibattono intorno allo sviluppo di una fotografia "modernista", che vuole superare le tendenze pittorialiste tradizionali. Torino, inoltre, con questa nuova pubblicazione conferma il proprio ruolo di epicentro della fotografia italiana, come testimoniato anche dall'Esposizione Internazionale di Fotografia, Ottica e Cinematografia, allestita in città fra maggio e giugno dello stesso 1923.
Gli annuari, ricchi di tavole fuori testo raffinatamente stampate, rappresentano la sintesi anno per anno delle più innovative riflessioni sull'estetica fotografica, portate avanti dagli operatori (sia professionisti sia dilettanti) su modello degli stilemi della Straight Photography statunitense e della Nuova Oggettività tedesca. Degni di nota sono anche i saggi che introducono ciascuna uscita, da considerarsi come primi e timidi tentativi di una critica fotografica strutturata, attività fino a quel momento compiuta in Italia principalmente da riviste non specializzate in questo settore, come Emporium, Casabella e Domus.

### Gli anni Venti
La prima uscita viene pubblicata a cura del Gruppo Piemontese per la Fotografia Artistica, affiliato della più famosa Società Fotografica Subalpina, e vede la pagina d'apertura dedicata a Guido Rey, allora uno dei più autorevoli fotografi pittorialisti italiani. Sua è, infatti, l'opera sul frontespizio dal titolo L'attesa, che secondo gli editori riassumerebbe idealmente l'indirizzo ideologico che fra le pagine di questi annuari si voleva dare al dibattito circa il valore artistico della fotografia.
Paesaggi crepuscolari, ritratti romantici e interni folkloristici continuano a essere i soggetti più ricorrenti nelle pubblicazioni di fotografia dell'epoca, comprese Luci ed Ombre, anche se bisogna precisare come da quest'ultima trapelino significativi aneliti di novità: tagli dell'immagine sempre più ravvicinati e decontestualizzanti e progressivo abbandono delle tecniche manipolatorie in fase di sviluppo (gomma bicromata in primis) care ai pittorialisti. In questo senso, autori sperimentalisti si rivelano proprio Bricarelli e Bologna, le cui immagini sono caratterizzate da radicali semplificazioni delle strutture compositive, attraverso l'impiego di pochi e semplici segni geometrici. Loro sono, infatti, quelle che possono essere considerate fra le immagini più significative del decennio, pubblicate nell'annuario del 1929: rispettivamente Una rampa elicoidale alla Fiat (tav. VIII) e Vasi (tav. IX), entrambe costruite attraverso la sintesi compositiva in debito con la grafica pubblicitaria coeva. Antonio Boggeri nel suo Commento dello stesso volume definisce queste due opere come "capisaldi" della raccolta e afferma inoltre con non poca lungimiranza come "la fotografia elementare può e deve rimanere alla base di ogni progresso avvenire".

### Gli anni Trenta
L'annuario inaugura gli anni Trenta con un cambio di grafica, tendente verso uno stile vagamente costruttivista, e la pubblicazione di immagini coerentemente più moderne: scorci, primi piani e riprese dall'alto. Tra i più innovativi fotografi del panorama italiano degli anni Trenta vi è il fiorentino Vincenzo Balocchi, già apparso su Luci ed Ombre nel 1926 con una visione ravvicinata della facciata della chiesa di Orsanmichele di Firenze. Nel 1931 questo autore è presente nuovamente sull'annuario con Gettoni (tav. XLV), una fotografia organizzata esclusivamente dal ritmo, dal disegno e dalla ripetizione cromatica e geometrica di una serie di fiche sparse sul tavolo; un linguaggio inedito che garantirà al suo autore un posto d'onore all'interno degli annali della storia della fotografia italiana.
Nel gennaio 1932, in occasione del suo ventennale, Il Corriere Fotografico rinnova la propria veste editoriale, incrementando, fra le varie cose, il numero delle rubriche, istituendo concorsi con premi in denaro e ingrandendo il formato, in linea con quello delle riviste fotografiche estere di maggiore successo. Ciò avviene anche per il suo Luci ed Ombre, che varia nelle tecniche di stampa e nella grafica degli impaginati: d'ora in poi pubblicato su carta patinata con immagini stampate fino ai bordi, le quali perdono in molti casi la "cornice" bianca del foglio. 
Negli ultimi anni dell'annuario, le fotografie pubblicate sono accomunate sempre più da riprese di scorcio e primissimi piani di strutture industriali, da intendersi come emblemi dell'epoca moderna. Nel 1934, infatti, Guido Lorenzo Brezzo nel proprio contributo definisce i caratteri estremi – ma mai aggressivi – delle immagini pubblicate come "modernità di cifra". 
Il panorama editoriale torinese specialistico di fotografia di questi anni, sempre più competitivo dopo la comparsa nel 1933 della nuova rivista internazionale Galleria – caratterizzata da un rigore e da una pulizia grafica dell'impaginato in linea con l'estetica dell'epoca – e dei volumi annuari dell'associazione Gruppo ALA, entrambe pubblicazioni vicine all'Istituto fascista di cultura, decreta la crisi de Il Corriere Fotografico, che nel 1934 si vede costretto ad attuare significativi tagli, fra cui la cessazione della pubblicazione di Luci ed Ombre. Bisogna precisare, comunque, come l'indirizzo modernista portato avanti fra le pagine dell'annuario – il cui titolo ormai è considerato démodé – nel corso dei suoi dieci anni di attività continuerà a essere alimentato ancora fra le pagine sia de Il Corriere Fotografico sia di Galleria.

## Fortuna critica
Nel 1987 l'annuario è oggetto di una mostra intitolata Luci ed Ombre. Gli annuari della fotografia artistica italiana 1923-1934, a cura degli storici della fotografia Paolo Costantini e Italo Zannier e ospitata presso il Museo Nazionale Alinari della Fotografia di Firenze. In occasione dell'evento è pubblicato un catalogo omonimo che raccoglie i saggi dei due curatori, un'antologia di estratti dei testi introduttivi e l'indice analitico e l'elenco delle tavole fuori testo di ciascuna uscita.